# Præmie
 For alternative betydninger, se Præmie (flertydig). (Se også artikler, som begynder med Præmie)
En præmie eller en pris er en genstand, som gives til personer, for at vise at deres arbejde bliver anerkendt. En præmie kan bl.a. være et diplom, en orden og et trofæ. I filmindustrien bruger man bl.a. de Gyldne Palmer og Oscars. Af videnskabspræmier kan bl.a. Nobel-prisen nævnes.